# 2006년 대한민국
이 문서는 2006년 대한민국에서 일어난 사건을 다룬다.

## 재임자
제6공화국 (참여 정부)
- 대통령 : 노무현
- 국무총리 : 이해찬 (~3월 15일), 한명숙 (4월 20일~)
  - 국무총리 대행 : 한덕수 (3월 16일~4월 19일)